# ميخائيل باتلر
ميخائيل باتلر (بالإنجليزية: Michael Butler)‏ (5 يناير 1976 بمونروفيا في ليبيريا - ) هو لاعب كرة قدم ليبيري في مركز الهجوم. لعب مع ليخيا غدانسك ونيويورك ريد بولز ووسترن ماس بيونيرز وبيتسبورغ ريفرهوندز وHershey Wildcats ‏ وLong Island Rough Riders ‏.

## وصلات خارجية
- ميخائيل باتلر على موقع الدوري الأمريكي (الإنجليزية)
- ميخائيل باتلر على موقع قاعدة بيانات كرة القدم.إي يو (الإنجليزية)